# Smash or pass
Smash or pass is een partyspel waarbij spelers de seksuele aantrekkelijkheid van een individu beoordelen en aangeven of ze diegene zouden "smashen" (wat inhoudt: seks met diegene zouden hebben) of "passen" (ervoor kiezen om dat niet te doen). De persoon die de spelers moeten beoordelen kan een beroemdheid, een fictief personage of een persoon zijn die de spelers persoonlijk kennen. Het is in beginsel niet de bedoeling van het spel dat er daadwerkelijk seksuele handelingen plaatsvinden.
De naam komt van de slangbetekenis van smash, wat ‘causal sex’ betekent, en dateert uit het begin van de jaren 2000. De terminologie van het spel wordt soms ook metaforisch gebruikt om zaken buiten de seksuele sfeer te beoordelen, zoals eten.
Het spel is populair geworden dankzij social media, onder meer door Facebook, YouTube en TikTok.

## Geschiedenis
Smash or pass is ontstaan als partyspel, maar is populair geworden op internet. Volgens Vice News heeft het spel een "mysterieuze oorsprong" en wordt gespeculeerd dat het mogelijk is afgeleid van andere spelen die door adolescenten worden gespeeld, waaronder Spin the Bottle, Truth or Dare, en Fuck, marry, kill. Het spel werd vanaf medio 2010 gespeeld op internetforums. In hetzelfde jaar werd de term smash of pass voor het eerst gedefinieerd in de Urban Dictionary.
Vanaf 2011 werd het spel ook op Facebook gespeeld. Hierbij plaatsten tieners foto's van zichzelf zodat anderen hun uiterlijk konden beoordelen. In sommige gevallen werden foto's geüpload zonder medeweten of toestemming van de afgebeelde personen. Deskundigen zeiden toen dat het spel riskant was en adviseerden ouders om de online activiteiten van hun kinderen in de gaten te houden. Ook werd gewaarschuwd over de mogelijk schadelijke invloed van het spel op de geestelijke gezondheid van tieners en werd het spel in verband gebracht met cyberpesten. 
Volgens gegevens van Google Trends steeg het aantal zoekopdrachten naar het spel vanaf 2016 significant en werd het ook op Youtube populair. De bekende youtuber PewDiePie maakte in 2017 een Smash or Pass-video die 13 miljoen keer bekeken werd. 
In twee gevallen stond het spel centraal in incidenten van online seksuele intimidatie op Amerikaanse middelbare scholen. Uit een onderzoek uit 2017 bleek dat er een "Smash or Pass"-Twitteraccount bestond waarop leerlingen het uiterlijk van andere leerlingen beoordeelden. Het Twitter-account werd bekeken door veel studenten en bevatte wrede opmerkingen. Toen de schoolleiding het account ontdekte, lieten ze deze sluiten en stuurden ze de verantwoordelijke leerling van school. 
In 2019 moesten twee mannelijke middelbare scholieren van Christian Brothers Academy in DeWitt, New York van school veranderen nadat ze een video hadden gepost waarin ze de seksuele aantrekkelijkheid van vrouwen uit de omgeving beoordeelden.
Vanaf januari 2022 werd een versie van het spel waarin gebruikers fictieve personages moesten beoordelen, een trend op TikTok. Populaire personages zijn onder andere personages uit het Marvel Universum, Disney-personages en tekenfilmouders.
De populariteit van het spel onder Duitstaligen heeft ertoe geleid dat het werkwoord smash in het Duitse lexicon is opgenomen als smashen; in 2022 werd het in een peiling verkozen tot jeugdwoord van het jaar.

## In Nederland
Ook in Nederland wordt Smash or pass gespeeld. In 2024 en 2025 uploadde youtuber Djoemi Resokario een serie video's waarin het spel gespeeld werd met een groep mannen en een groep vrouwen, die elkaar (individueel) moesten beoordelen. Aan het spel deden ook bekendheden mee, zoals Youtuber DieTim en pornoactrices zoals Romy Indy. Ook in Nederland staat het ethische aspect van het spel ter discussie.